# Francesco Gnecchi

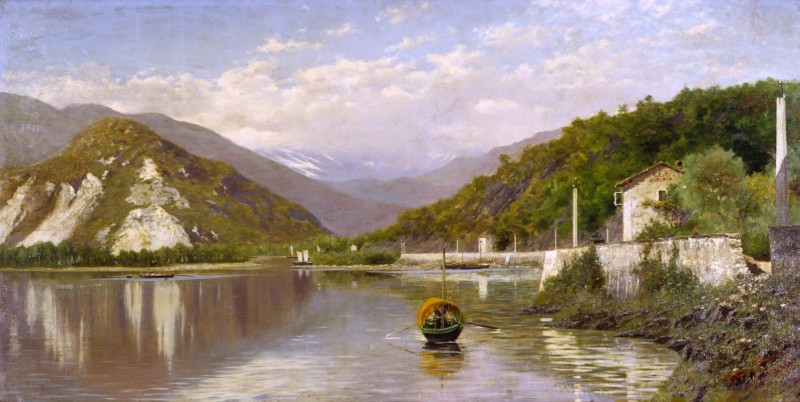
"Riviera" (Jezioro Maggiore) 1884

Francesco Gnecchi Ruscone (ur. 8 września 1847 w Mediolanie, zm. 15 czerwca 1919 w Rzymie) – malarz i zasłużony numizmatyk włoski.

## Życie i działalność
Pochodząc z zamożnej kupieckiej rodziny handlującej jedwabiem, w młodości podjął studia prawnicze na uniwersytecie w Pawii. W 1866 zaciągnął się jako ochotnik na wojnę  z Austrią. Zapoczątkował też studia malarskie. Później, aż do 1878  łączył prowadzenie firmy rodzinnej z rozwiniętą twórczością artystyczną; będąc głównie pejzażystą, malował w manierze lombardzkiego naturalizmu – najchętniej jezioro Maggiore, wybrzeże liguryjskie i dolinę Engadin. Jako profesjonalista stale uczestniczył w mediolańskich i ogólnokrajowych wystawach malarstwa w latach 1881-91.
Przyjaźń z malarzem i dekoratorem Luigim  Scrosatim rozwinęła w nim zamiłowania numizmatyczne, dzięki czemu od 1870 zajął się kolekcjonowaniem monet rzymskich i wspólnie z bratem Ercole  wydał kilka prac, w których opisał i sklasyfikował swe zbiory. Razem też m.in. opublikowali monety ze zbiorów wybitnej lombardzkiej rodziny Trivulzio (1886). W porozumieniu z bratem specjalizującym się w mennictwie średniowiecznej Italii, poświęcił się potem wyłącznie numizmatyce rzymskiej. Obydwaj należeli do głównych współzałożycieli najpoważniejszego w tej dziedzinie włoskiego czasopisma naukowego "Rivista italiana di numismatica", którym w późniejszych latach wspólnie kierowali.
Znacznie przyczynił się do popularyzacji numizmatyki we Włoszech, pisząc liczne artykuły fachowe i podręczniki praktyczne (1896-1915), w tym tłumaczone na angielski. W 1892 wraz z grupą entuzjastów (m.in. z Solone Ambrosolim, hr. Niccolò Papadopolim, Giulio Sambonem) współuczestniczył w powołaniu Włoskiego Towarzystwa Numizmatycznego (Società numismatica italiana). W 1906 przyznano mu medal londyńskiego Royal Numismatic Society. Był autorem klasycznego trzytomowego dzieła – pierwszej całościowej publikacji medalionów rzymskich (1912), posiadającej dotąd istotne dla nauki znaczenie. Jego zbiory numizmatyczne liczyły w chwili śmierci ok. 20 tysięcy egzemplarzy i w 1923 władze państwowe nabyły je dla Museo Nazionale Romano mieszczącego się w Palazzo Massimo alle Terme. 

## Najważniejsze publikacje
- Le monete di Milano da Carlo Magno a Vittorio Emanuele II (1884)
- Guida numismatica universale (1886)
- Saggio di bibliografia numismatica delle zecche italiane medioevali e moderne (1889)
- Monete romane (1896) [wyd. ang. 1903]
- I medaglioni romani (1912)